# August Jansson

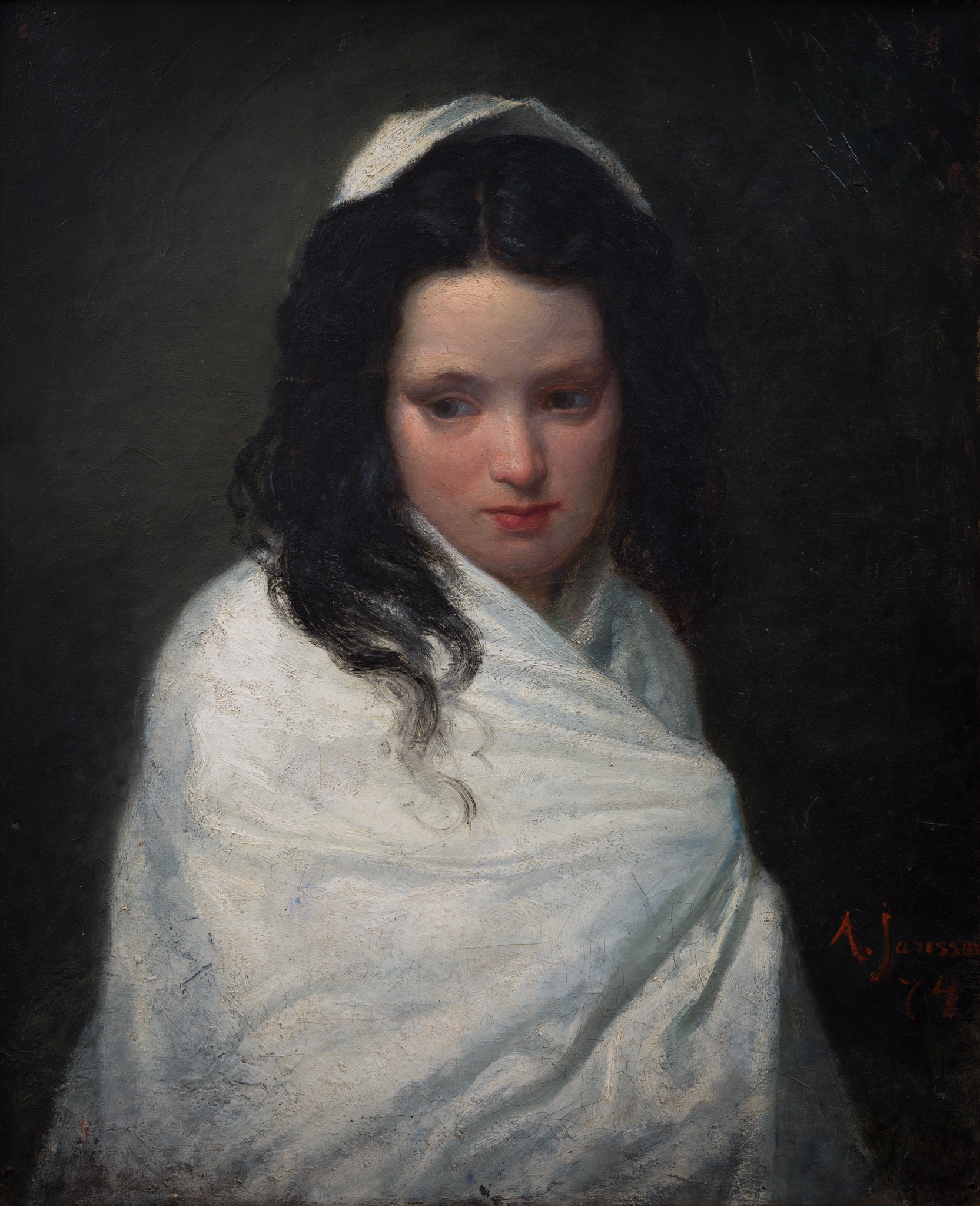
Porträtt av en ung kvinna, 1874

August Fredrik Jansson, född 17 juli 1851 i Västerås, död 16 december 1915 i Örnsköldsvik, var en svensk målare och ritlärare. 
Jansson studerade vid Konstakademien i Stockholm 1873–1878 och arbetade efter studierna som ritlärare i Visby på 1880-talet. Han bosatte sig i Örnsköldsvik 1891 där han verkade som konstnär på heltid. Under studieåren målade han huvudsakligen porträtt och landskapsskildringar men efter flytten till Örnsköldsvik målade han huvudsakligen motiv från Örnsköldsviks skärgård och Norrlandsfjällen. Till altaruppsatsen i Örnsköldsvik utförde han tre målningar som senare flyttades till Örnsköldsviks församlingshus. En minnesutställning med hans konst visades i Örnsköldsvik 1934.  